# Gomesophis brasiliensis
Genre
Espèce
Synonymes
- Tachymenis brasiliensis Gomes, 1918

Gomesophis brasiliensis, unique représentant du genre Gomesophis, est une espèce de serpents de la famille des Dipsadidae.

## Répartition
Cette espèce est endémique du Brésil. Elle se rencontre dans les États du Minas Gerais, de São Paulo, du Paraná, du Rio Grande do Sul et de Santa Catarina.

## Description
L'holotype de Gomesophis brasiliensis, une femelle adulte, mesure 466 mm dont 72 mm pour la queue.

## Étymologie
Son nom d'espèce, composé de brasil(i) et du suffixe latin -ensis, « qui vit dans, qui habite », lui a été donné en référence au lieu de sa découverte, Pindamonhangaba dans l’État de São Paulo au Brésil. Le nom du genre est formé à partir de Gomes, en l'honneur de João Florêncio Gomes, et du mot grec ophis, le serpent.

## Publications originales
- Gomes, 1918 : Contribuição para o conhecimento dos ofidios do Brasil. III (1). Memórias do Instituto de Butantan, vol. 1, no 1, p. 57-83 (texte intégral). (pt)
- Hoge & Mertens, 1959 : Eine neue Gattung opisthoglypher Nattern aus Brasilien. Senckenbergiana Biologica, vol. 40, no 5/6, p. 241-243.